# Condado de Oakland (Michigan)
O Condado de Oakland (em inglês:  Oakland County) é um dos 88 condados do estado americano do Michigan. A sede e cidade do condado é Pontiac. Foi fundado em 1819.
O condado possui uma área de 2 350 km², dos quais 2 247 km² estão cobertos por terra e 103 km² por água, uma população de 1 202 362 habitantes, e uma densidade populacional de 535 hab/km² (segundo o censo nacional de 2010). É o segundo condado mais populoso do Michigan e o 32º mais populoso dos Estados Unidos.